# Два аравийских рыцаря
«Два аравийских рыцаря» (иногда — «Два арабских рыцаря», англ. Two Arabian Knights) — немая приключенческая кинокомедия режиссёра Льюиса Майлстоуна, за которую он был награждён премией «Оскар» как лучший режиссёр (1927/1928 годы). Снят в США в 1927 году.

## Сюжет
Первая мировая война, западный фронт, Франция. Рядовой армии США Денджефилд Фелпс III (Бойд) плохо ладит со своим непосредственным командиром — сержантом Питером О’Гаффни (Уолхайм). Во время одного из боёв они попадают в окружение. В лагере для военнопленных, благодаря определённому сходству характеров и взаимовыручке, Денджефилд и Питер становятся товарищами. Вскоре им удаётся бежать. Для того, чтобы быть не замеченными на снегу, они крадут и переодеваются в белые одежды арабских заключённых. Однако товарищей вновь задерживают и, приняв за арабов, отправляют вместе с другими ближневосточными пленными на тюремном поезде в Константинополь. Ближе к концу транспортировки американцы вновь совершают побег и пробираются на грузовое судно, совершающее рейсы по Средиземному морю. Во время плавания они спасают красивую девушку Мирзу (Астор), чья лодка терпит кораблекрушение. Оказывается, что она дочь эмира (Вавич) — губернатора одной из близлежащих провинций Турции. Он чрезвычайно недоволен, что американцы видели его дочь без чадры, и приказывает казнить иноземцев. Кроме того, жених Мирзы Шевкет Бен Али (Кейт) также полон ревности. Чудесным образом преодолевая преграды, Денджефилд и Питер похищают Мирзу и успешно скрываются от преследователей.

## В ролях
- Бойд, Уильям — рядовой Денджефилд Фелпс III
- Луи Уолхайм — сержант Питер О’Гаффни
- Мэри Астор — Мирза
- Михаил Вавич — эмир
- Ян Кейт — Шевкет Бен Али
- Борис Карлофф — казначей

## Художественные особенности
Как и во многих комедийных фильмах герои имеют чёткое функциональное распределение по типажам: Денджефилд Фелпс — «мозги», Питер О’Гаффни — «мышцы».

## Награды
Льюис Майлстоун первым и единственным в истории кино получил премию Оскар за режиссуру кинокомедии (данная номинация существовала только на первой церемонии вручения награды).

## Критика
Обозреватель газеты «The New York Times» сразу после выхода картины дал ей высокую оценку:

«Два аравийских рыцаря» — это действительно умная комедия, в которой авторы отступают от обычной тактики и полагаются на интеллектуальную игру. Два актёра, которые создают самое интересное в этой яркой работе, — Уильям Бойд и Луи Уолхайм. Эта постановка мастерски сделана Льюисом Майлстоуном, справившимся с задачей с той степенью здравого смысла, которая может только приветствоваться.

## Дополнительные факты
- Говард Хьюз, на деньги которого была поставлена картина, относился к ней абсолютно утилитарно. «Кино — это бизнес, — говорил он. — Если там и попахивает искусством, то лишь по чистой случайности»[4].